# Jacqui Melksham
Jacqui Melksham (Brisbane, 1978. október 12.–) ausztrál nemzetközi női labdarúgó-játékvezető.

## Pályafutása
Az FFA Játékvezető Bizottságának (JB) minősítésével A-League játékvezetője. Küldési gyakorlat szerint rendszeres 4. bírói szolgálatot is végez. A nemzeti női labdarúgó bajnokságban kiemelkedően foglalkoztatott bíró.
Az Ausztrál labdarúgó-szövetség JB terjesztette fel nemzetközi játékvezetőnek, a Nemzetközi Labdarúgó-szövetség (FIFA) 2004-től tartja nyilván bírói keretében. A FIFA JB központi nyelvei közül a angolt beszéli. Az AFC/FIFA JB elit kategóriás játékvezetője. A szakemberek a világ egyik legjobb női játékvezetőnek tartják. Több nemzetek közötti válogatott (Női labdarúgó-világbajnokság), valamint W-League klubmérkőzést vezetett, vagy működő társának 4. bíróként segített. Vezetett kupadöntők száma: 2.
| Időpont           | Helyszín   | Mérkőzés típusa                          | Mérkőzés             |
| ----------------- | ---------- | ---------------------------------------- | -------------------- |
| 2004. február 18. | Ausztrália | felkészülési (első nemzetközé mérkőzése) | Ausztrália–Új-Zéland |

A  2004-es U19-es női labdarúgó-világbajnokságon, valamint a 2008-as U20-as női labdarúgó-világbajnokságon a FIFA JB játékvezetőként foglalkoztatta.
| Időpont            | Helyszín                                     | Mérkőzés típusa              | Mérkőzés                                        | Eredmény | Nézők száma |
| ------------------ | -------------------------------------------- | ---------------------------- | ----------------------------------------------- | -------- | ----------- |
| 2004. november 13. | 700th Anniversary Stadion, Csiangmaj         | csoportmérkőzés (B. csoport) | Kína–Olaszország                                | 2 – 1    | 6000        |
| 2004. november 18. | Nemzeti Stadion, Bangkok                     | csoportmérkőzés (C. csoport) | Oroszország–Dél-Korea                           | 0 – 2    | 800         |
| 2008. november 19. | Nelson Oyarzún Stadion, Chillán              | csoportmérkőzés (B. csoport) | Franciaország–Amerikai Egyesült Államok         | 0 – 3    | 4 300       |
| 2008. november 27. | Francisco Sánchez Rumoroso Stadion, Coquimbo | csoportmérkőzés (C. csoport) | Németország–Kanada                              | 2 – 1    | 14 048      |
| 2008. november 30. | Nelson Oyarzún Stadion, Chillán              | egyik negyeddöntő            | Amerikai U20-as női labdarúgó-válogatott–Anglia | 3 – 0    | 11 080      |

A 2011-es női labdarúgó-világbajnokságon a FIFA JB bíróként alkalmazta. A világbajnokságot a FIFA JB megbízásával a nyitó mérkőzéssel kezdte. Sir Stanley Rous:"Már az a játékvezető is megtisztelve érezheti magát, aki a nagy világverseny első mérkőzését dirigálhatja. Egy nagy színjáték prológusaként irányt szabhat a többi kollégájának". Az A csoport 73 680-as nézőszáma az Európában tartott világbajnokságok közül a legmagasabb.
| Időpont          | Helyszín                      | Mérkőzés típusa              | Mérkőzés                           | Eredmény | Nézők száma |
| ---------------- | ----------------------------- | ---------------------------- | ---------------------------------- | -------- | ----------- |
| 2011. június 26. | Olimpiai stadion, Berlin      | csoportmérkőzés (A. csoport) | Németország–Kanada                 | 2 – 1    | 73 680      |
| 2011. július 10. | Rudolf Harbig Stadion, Drezda | egyik negyeddöntő            | Brazília–Amerikai Egyesült Államok | 2 – 2    | 25 598      |

Az FFA JB küldésére több alkalommal vezethetett női W-League (Ausztrália) döntőt.
| Időpont          | Helyszín                    | Mérkőzés típusa | Mérkőzés                                                     | Eredmény | Nézők száma |
| ---------------- | --------------------------- | --------------- | ------------------------------------------------------------ | -------- | ----------- |
| 2009. január 11. | Ballymore Stadion, Herston  | egyik elődöntő  | Brisbane Roar FC (női labdarúgás)–Sydney FC (női labdarúgás) | 1 – 1    | 1891        |
| 2011. február 5. | Ballymore Stadion, Brisbane | egyik elődöntő  | Brisbane Roar FC–Canberra United FC                          | 2 – 2    |             |